# Santa Rosa Tejocote
Santa Rosa Tejocote är en ort i Mexiko.   Den ligger i kommunen Salvatierra och delstaten Guanajuato, i den centrala delen av landet, 210 km väster om huvudstaden Mexico City. Santa Rosa Tejocote ligger 1 989 meter över havet och antalet invånare är 308.
Terrängen runt Santa Rosa Tejocote är kuperad österut, men västerut är den platt. Runt Santa Rosa Tejocote är det ganska tätbefolkat, med 172 invånare per kvadratkilometer. Närmaste större samhälle är Santa Ana Maya, 6,1 km sydväst om Santa Rosa Tejocote. I omgivningarna runt Santa Rosa Tejocote växer huvudsakligen savannskog.